# Зьребента
Зьребента (пол. Źrebięta) — село в Польщі, у гміні Ґрабув Ленчицького повіту Лодзинського воєводства.
Населення — 65 осіб (2011).
У 1975-1998 роках село належало до Конінського воєводства.

## Демографія
Демографічна структура станом на 31 березня 2011 року:
|          | Загалом | Допрацездатний вік | Працездатний вік | Постпрацездатний вік |
| -------- | ------- | ------------------ | ---------------- | -------------------- |
| Чоловіки | 31      | 7                  | 14               | 10                   |
| Жінки    | 34      | 9                  | 16               | 9                    |
| Разом    | 65      | 16                 | 30               | 19                   |